# Armand Samuel de Marescot
Armand Samuel de Marescot, francoski general, * 1. marec 1758, † 5. november 1832.